# Rebeldes (banda)
Rebeldes (também conhecido como RBR) foi um grupo musical brasileiro surgido em 2011 na telenovela juvenil Rebelde (2011–12), produzida pela Record. Na trama, os seis personagens principais Diego, Tomás, Roberta, Carla, Pedro e Alice formam uma banda fictícia, e os seis atores que interpretam tais personagens respectivamente, Arthur Aguiar, Chay Suede, Lua Blanco, Mel Fronckowiak, Micael Borges e Sophia Abrahão passaram a atuar como um grupo musical real.
O álbum de estreia do grupo, Rebeldes (2011), foi um sucesso nacional ao ter vendido 120 mil cópias e ser certificado com disco de platina. Em abril de 2012, o grupo lançou seu único álbum ao vivo e de vídeo, Rebeldes: Ao Vivo, gravados durante dois shows da turnê Nada Pode Nos Parar, em São Paulo. Os dois álbuns venderam juntos 140 mil cópias e foram certificados com disco de ouro e platina, respectivamente.
Em agosto de 2012, foi anunciado o fim do grupo após apenas um ano de atividade, dando início a Turnê de Despedida – Rebeldes para Sempre. Em dezembro de 2012, eles lançaram seu segundo e último álbum de estúdio, Meu Jeito, Seu Jeito. O grupo encerrou suas atividades após uma apresentação em Belo Horizonte, em maio de 2013.

## História
O cantor Chay Suede participou da quinta temporada do talent show brasileiro Ídolos, e logo após ser eliminado do programa em setembro de 2010, ele já era cogitado para integrar o elenco da telenovela adolescente Rebelde, em razão de sua popularidade junto ao público. Somente no final de outubro do mesmo ano que seriam anunciados os artistas que interpretariam os protagonistas e formariam o grupo musical, sendo eles Sophia Abrahão, Lua Blanco, Arthur Aguiar, Mel Fronckowiak, Micael Borges e o próprio Suede. Apesar de ser uma adaptação da telenovela argentina Rebelde Way (2002), Rebelde foi baseada na sua versão mexicana de mesmo nome (2004). A telenovela estreou na Record em 21 de março de 2011. Em julho de 2011, foi revelado que o grupo se chamaria Rebeldes. Em seguida, eles fizeram sua primeira apresentação ao vivo na final da sexta temporada do Ídolos, cantando "Rebelde para Sempre", tema de abertura da telenovela, e a inédita "Do Jeito Que Eu Sou".

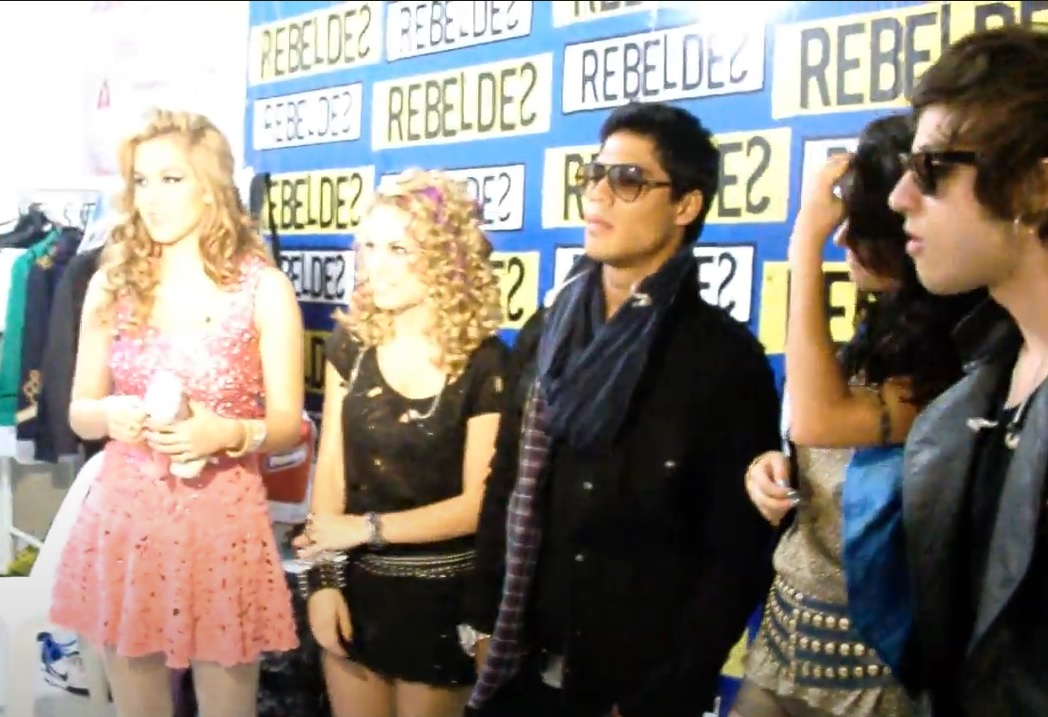
Rebeldes em coletiva de imprensa antes de um show em Goiânia, dezembro de 2011

Em 30 de setembro de 2011, o grupo lançou seu álbum de estreia homônimo, Rebeldes, através da EMI Music em parceria com a Record Entretenimento, sendo inteiramente produzido por Rick Bonadio. Os membros Di Ferrero e Gee Rocha da banda NX Zero tiveram grande participação na composição do álbum, ao lado de Bonadio. O álbum estreou em terceiro lugar na parada de álbuns da Pro-Música Brasil (PMB), permanecendo no top dez por cerca de cinco meses. Em novembro de 2011, no palco do Programa do Gugu, o grupo recebeu a sua primeira certificação de ouro, correspondente à marca de 40 mil cópias vendidas do álbum Rebeldes, através da PMB. Em fevereiro de 2012, o álbum recebeu certificação de platina por ter alcançado a marca de 80 mil cópias vendidas. Rebeldes entrou na lista dos 20 discos mais vendidos no país de 2011 e vendeu 120 mil cópias.
"Do Jeito Que Eu Sou" e "Depois da Chuva" foram lançadas como primeiro e segundo singles de Rebeldes, respectivamente. "Do Jeito Que Eu Sou" alcançou a 46.ª e 17.ª posição nas paradas musicais Brasil Hot 100 Airplay e Brasil Hot Pop Songs, respectivamente, ambas da Billboard Brasil. A turnê de estreia do grupo, Nada Pode Nos Parar, se iniciou em Porto Alegre em outubro de 2011 para divulgar o álbum e teve a cantora Manu Gavassi como um dos atos de abertura em determinados shows.
O grupo lançou seu único álbum ao vivo e de vídeo, intitulados Rebeldes: Ao Vivo, no dia 5 de abril de 2012. Os álbuns foram gravados durante duas apresentações da turnê de estreia em 4 e 5 de dezembro de 2011 no Espaço das Américas, São Paulo, com a primeira tendo um público de sete mil pessoas. No mês seguinte, o grupo lançou a faixa bônus "Nada Pode Nos Parar" como single, como parte da divulgação do álbum ao vivo. Em junho de 2012, o CD e o DVD receberam certificação de ouro e de platina por terem alcançado a marca de 40 mil e 50 mil cópias vendidas, respectivamente. Em julho de 2012, o grupo obteve um recorde de público de mais de 80 mil pessoas em uma apresentação na Esplanada dos Ministérios.
No dia 27 de agosto de 2012, de acordo com a revista TodaTeen, foi confirmado que o grupo, assim como a telenovela, iriam acabar. No mês seguinte, foi anunciada a turnê de despedida do grupo, Rebeldes para Sempre, com início em 30 de setembro em Belém, para divulgar seu até então aguardado segundo álbum de estúdio. Durante a apresentação, o grupo gravou um segundo DVD, porém nunca foi lançado. Rebelde teve seu fim em 12 de outubro de 2012, com duas temporadas e 410 capítulos exibidos.
Em 7 de dezembro de 2012, o grupo lançou seu segundo e último álbum de estúdio, intitulado Meu Jeito, Seu Jeito. Precedente a isso, "Liberdade Consciente" e a faixa-título foram lançadas como primeiro e segundo singles do álbum, respectivamente, no dia 21 de setembro de 2012. Em 22 de dezembro de 2012, foi ao ar o especial de fim de ano Rebeldes para Sempre. Apresentado por Cássio Reis, o especial exibe os bastidores da telenovela e a vida pessoal dos integrantes. Trechos do show gravado em Belém também foram exibidos no especial.
Em março de 2013, Arthur Aguiar usou seu Instagram para anunciar que estaria deixando o Rebeldes para atuar na telenovela Dona Xepa, mas que iria estar presente em determinados shows da reta final da turnê de despedida. Entretanto, os shows que seriam sem a presença dele foram cancelados, com o grupo seguindo até o fim com sua formação original. Em 8 de maio de 2013, Lua Blanco anunciou o fim definitivo do Rebeldes através de seu Instagram, seguindo o cancelamento da apresentação que estava planejada para ser a última três dias depois, em Fortaleza. A última apresentação definitiva do grupo acabou acontecendo no dia 4 de maio de 2013 em Belo Horizonte.

## Integrantes
| Nome                                 | Nascimento                       | Origem                     |
| ------------------------------------ | -------------------------------- | -------------------------- |
| Arthur Queiroga Bandeira de Aguiar   | 3 de março de 1989 (36 anos)     | Rio de Janeiro, RJ         |
| Lua Maria Blanco                     | 5 de março de 1987 (38 anos)     | São Paulo, SP              |
| Melanie Nunes Fronckowiak            | 16 de janeiro de 1988 (37 anos)  | Araranguá, Santa Catarina  |
| Micael Leandro de Farias Borges      | 12 de dezembro de 1988 (36 anos) | Rio de Janeiro, RJ         |
| Roobertchay Domingues da Rocha Filho | 30 de junho de 1992 (33 anos)    | Vila Velha, Espírito Santo |
| Sophia Sampaio Abrahão               | 22 de maio de 1991 (34 anos)     | São Paulo, SP              |

## Discografia
- Rebeldes (2011)
- Meu Jeito, Seu Jeito (2012)

## Turnês
- Nada Pode Nos Parar (2011–12)
- Turnê de Despedida – Rebeldes para Sempre (2012–13)

## Prêmios e indicações
| Ano  | Prêmio                    | Categoria               | Indicação                          | Resultado | Ref.   |
| ---- | ------------------------- | ----------------------- | ---------------------------------- | --------- | ------ |
| 2011 | Prêmio Extra de Televisão | Melhor Tema Musical     | "Rebelde para Sempre" (em Rebelde) | Indicado  | [ 40 ] |
| 2011 | Capricho Awards           | Banda Nacional          | Eles mesmos                        | Venceu    | [ 41 ] |
| 2011 | Radio Music Awards Brasil | Melhor Grupo            | Eles mesmos                        | Indicado  | [ 42 ] |
| 2011 | Radio Music Awards Brasil | Revelação               | Eles mesmos                        | Indicado  | [ 42 ] |
| 2011 | Radio Music Awards Brasil | Melhor Álbum            | Rebeldes                           | Indicado  | [ 42 ] |
| 2011 | Radio Music Awards Brasil | Melhor Música Teen      | "Do Jeito Que Eu Sou"              | Indicado  | [ 42 ] |
| 2012 | Troféu Imprensa           | Melhor Conjunto Musical | Eles mesmos                        | Indicado  | [ 43 ] |
| 2012 | Troféu Internet           | Melhor Conjunto Musical | Eles mesmos                        | Venceu    | [ 44 ] |
| 2012 | Prêmio Jovem Brasileiro   | Melhor Banda            | Eles mesmos                        | Venceu    | [ 45 ] |
| 2012 | Meus Prêmios Nick         | Revelação Musical       | Eles mesmos                        | Indicado  | [ 46 ] |
| 2012 | Capricho Awards           | Banda Nacional          | Eles mesmos                        | Venceu    | [ 47 ] |
| 2012 | Radio Music Awards Brasil | Melhor Grupo            | Eles mesmos                        | —         | [ 48 ] |